# Георг фон Раполтщайн
Георг фон Раполтщайн ((на немски: Georg von Rappoltstein; † 25 август 1548) е господар на Раполтщайн (днес Рибовил) в Елзас.
Той е големият син (от 10 деца) на Вилхелм II фон Раполтщайн-Рибопиер (1468 – 1547) и съпругата му Матилда/Маргарета фон Цвайбрюкен-Бич-Лихтенберг († 1505), дъщеря на граф Симон VII Векер фон Цвайбрюкен-Бич (1446 – 1499) и на наследничката Елизабет фон Лихтенберг-Лихтенау (1444 – 1495). Брат е на Улрих фон Раполтщайн (1495 – 1531).
Георг фон Раполтщайн умира 1548 г. бездетен.

## Фамилия
Георг фон Раполтщайн се жени за Елизабет фон Хелфенщайн-Визенщайг (* 21 ноември 1527; † 2 ноември 1584), дъщеря на граф Улрих X фон Хелфенщайн (1486 – 1548) и графиня Катарина фон Валдбург-Зоненберг (1495 – 1563), дъщеря на граф Йохан фон Валдбург-Зоненберг-Волфег († 1510) и графиня Йохана фон Залм († 1510). Бракът е бездетен.
Елизабет фон Хелфенщайн се омъжва втори път на 11 юни 1555 г. за граф Хайнрих IV фон Кастел (* 13 февруари 1525; † 20 септември 1595).